# Grijspootsjakohoen
De grijspootsjakohoen (Penelope obscura) is een vogel in de familie Cracidae. 

## Kenmerken
Deze soort lijkt op de kuifsjakohoen maar is langer en heeft donkergrijze poten. De vogel heeft een lengte van 68 tot 75 cm en een gemiddeld gewicht is van 900 tot 1200 gram. 

## Leefwijze
Zijn voedsel bestaat voornamelijk uit fruit en vruchten.

## Verspreiding en leefgebied
De soort telt 2 ondersoorten:
- P. o. bronzina: oostelijk Brazilië.
- P. o. obscura: van zuidelijk Brazilië tot zuidoostelijk Paraguay, Uruguay en noordoostelijk Argentinië.

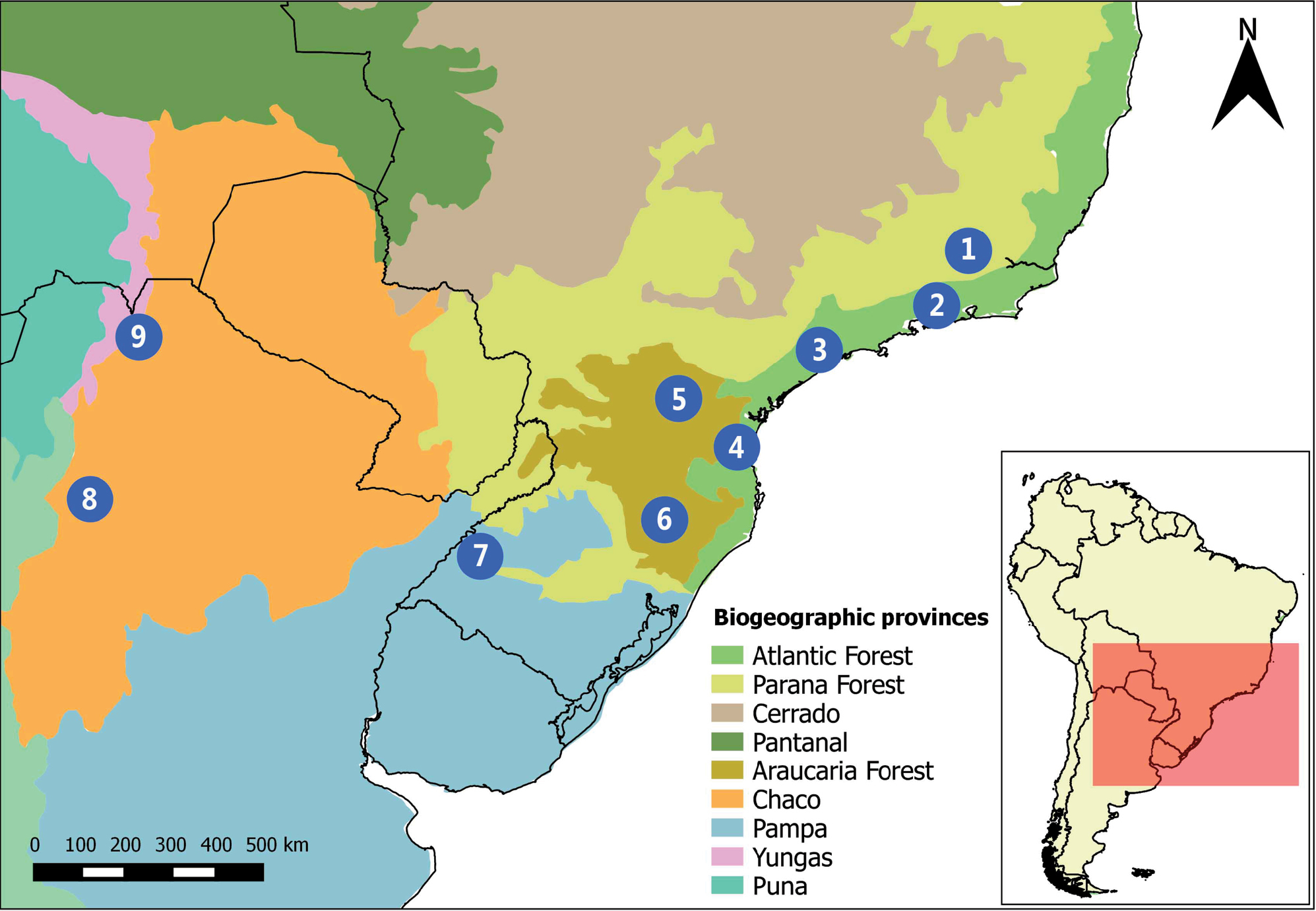

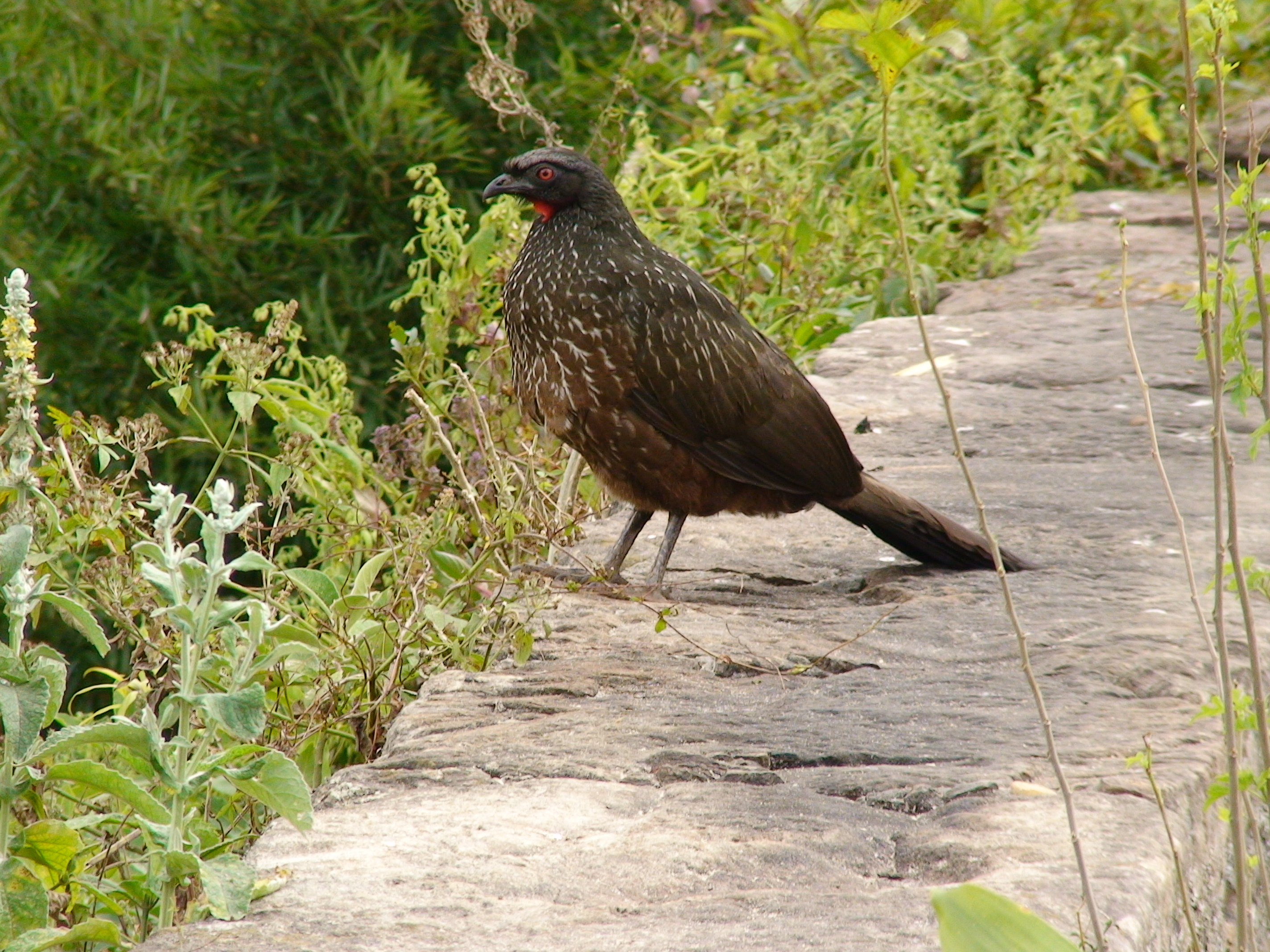